# Sematophyllum henryi
Sematophyllum henryi là một loài Rêu trong họ Sematophyllaceae. Loài này được (Paris & Broth.) Broth. miêu tả khoa học đầu tiên năm 1925.